# NGC 2921
NGC 2921 ist eine Balken-Spiralgalaxie vom Hubble-Typ SBa/P im Sternbild Hydra südlich der Ekliptik. Sie ist schätzungsweise 123 Millionen Lichtjahre von der Milchstraße entfernt und hat einen Durchmesser von etwa 115.000 Lichtjahren.
Im selben Himmelsareal befinden sich u. a. die Galaxien NGC 2920 und NGC 2935.
Das Objekt wurde am 24. Dezember 1786 von Wilhelm Herschel entdeckt.